# Selenia dentaria
Selenia dentaria là một loài bướm đêm trong họ Geometridae.

## Hình ảnh

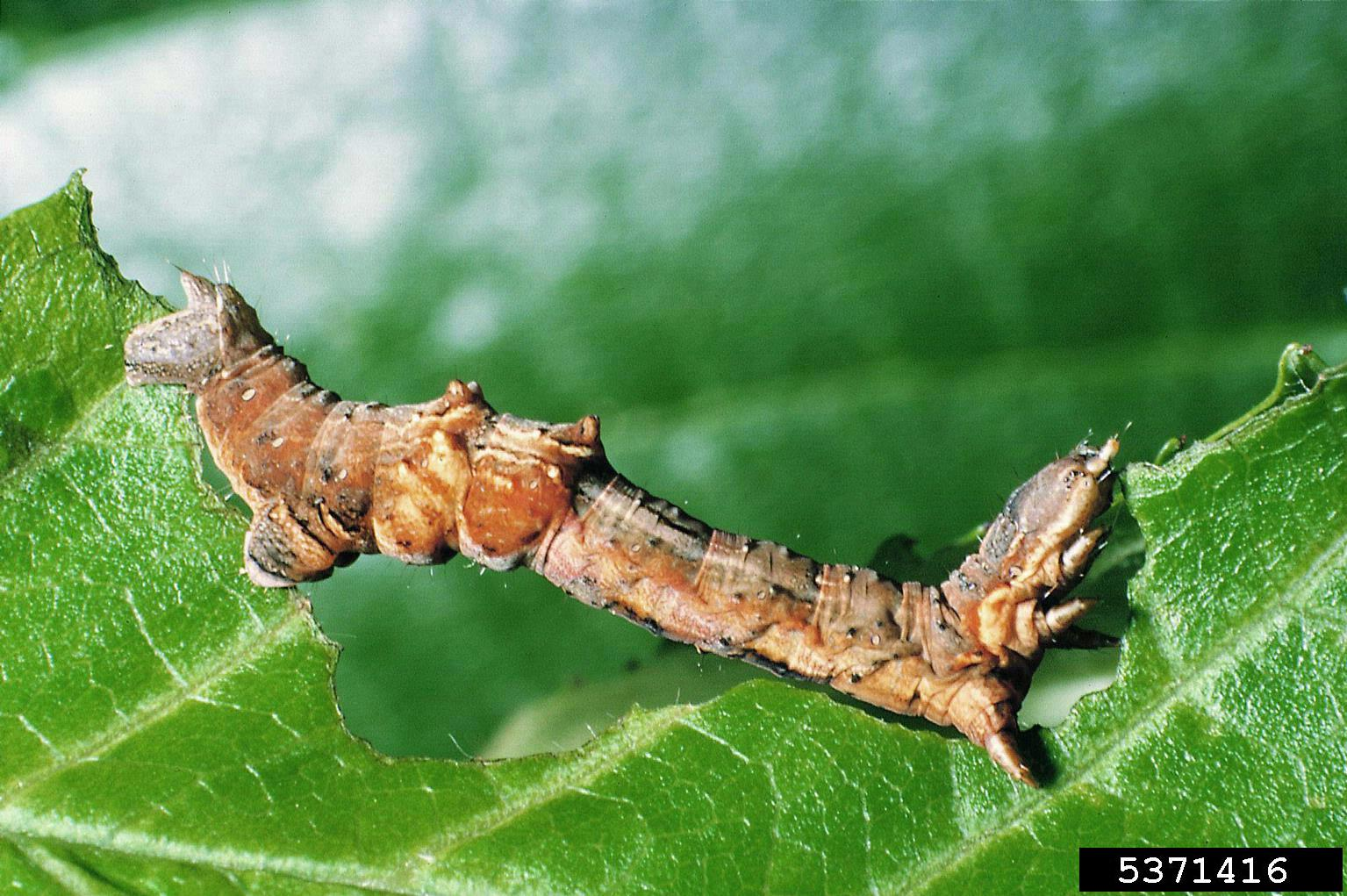
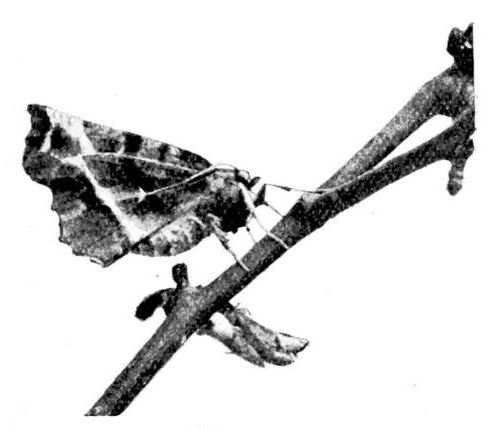
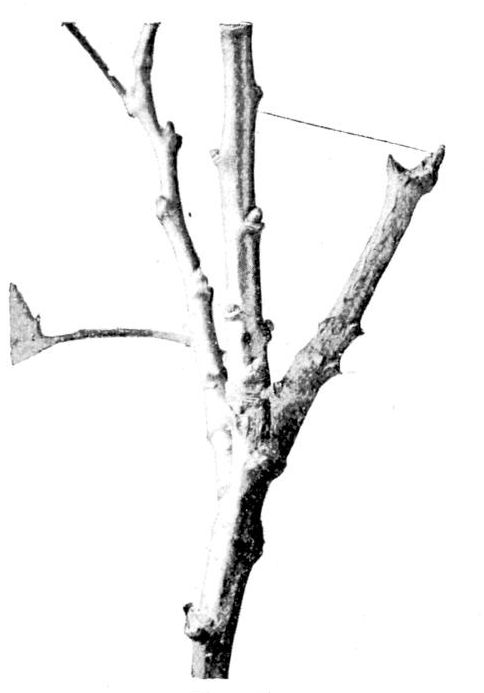
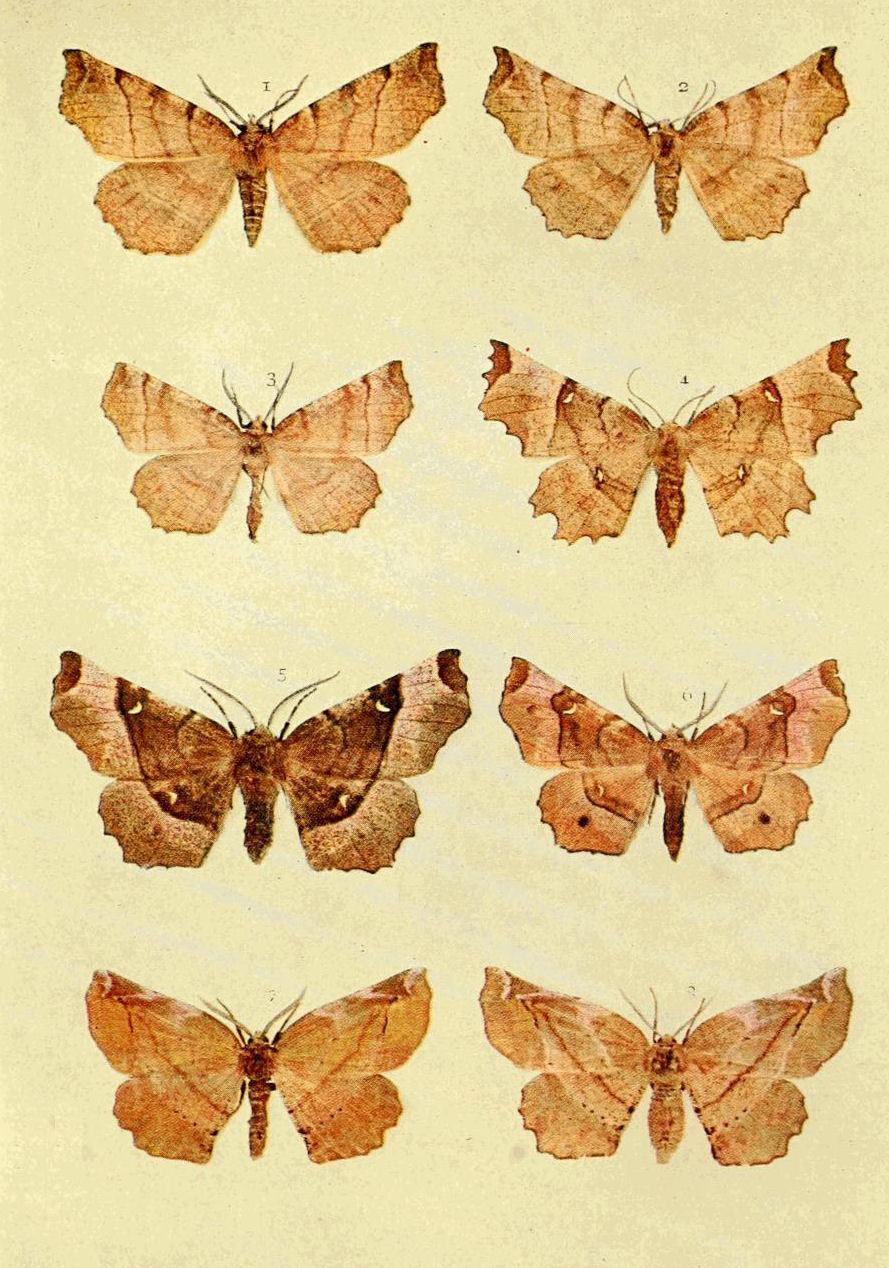